# Gypona kangrensis
Gypona kangrensis är en insektsart som beskrevs av George Willis Kirkaldy 1905. Gypona kangrensis ingår i släktet Gypona och familjen dvärgstritar. Inga underarter finns listade i Catalogue of Life.